# 前850年代
| 千纪： | 前1千纪 |
| 世纪： | 前10世纪 \| 前9世纪 \| 前8世纪                                                                             |
| 年代： | 前880年代 \| 前870年代 \| 前860年代 \| 前850年代 \| 前840年代 \| 前830年代 \| 前820年代                    |
| 年份： | 前859年 \| 前858年 \| 前857年 \| 前856年 \| 前855年 \| 前854年 \| 前853年 \| 前852年 \| 前851年 \| 前850年 |

重要事件及趋势
- 大体相当于周夷王、周厉王时期

逝世
- 前852年：亞哈（北以色列王国的第8任君主）
- 前851年：亞哈謝 (以色列)（北以色列王国的第9任君主）、齊獻公（齐国的第七任国君）

重要人物